# Campeonato Paraense de Futebol de 1995
O Campeonato Paraense de Futebol de 1995 foi a 83º edição da divisão principal do campeonato estadual do Pará. O campeão foi o Remo que conquistou o tricampeonato, com uma campanha invicta, e o seu 35º título na história da competição. O Paysandu foi o vice-campeão. O artilheiro do campeonato foi Luís Müller, jogador do Remo, com 11 gols marcados.

## Participantes
| Equipe        | Cidade   | Títulos (mais recente) | Part. |
| ------------- | -------- | ---------------------- | ----- |
| Bragantino    | Bragança | 0 (não possui)         | 3     |
| Paysandu      | Belém    | 36 (1992)              | 79    |
| Pedreira      | Belém    | 0 (não possui)         | 1ª    |
| Pinheirense   | Belém    | 0 (não possui)         | 19    |
| Remo          | Belém    | 34 (1994)              | 79    |
| Sport Belém   | Belém    | 0 (não possui)         | 28    |
| Tiradentes-PA | Belém    | 0 (não possui)         | 22    |
| Tuna Luso     | Belém    | 10 (1988)              | 61    |

## Campanha do campeão
- Remo 4 x 0 Pedreira - 13 de março de 1995.
- Remo 3 x 0 Tiradentes - 22 de março de 1995.
- Remo 1 x 1 Bragantino - 25 de março de 1995.
- Remo 1 x 0 Paysandu - 2 de abril de 1995.
- Remo 6 x 0 Pinheirense - 11 de abril de 1995.
- Remo 1 x 1 Tuna - 16 de abril de 1995.
- Remo 5 x 0 Sport Belém - 23 de abril de 1995.
- Remo 5 x 0 Pinheirense - 7 de maio de 1995.
- Remo 2 x 0 Tuna - 14 de maio de 1995.
- Remo 2 x 0 Pedreira - 21 de maio de 1995.
- Remo 4 x 0 Sport Belém - 24 de maio de 1995.
- Remo 1 x 0 Bragantino - 4 de junho de 1995.
- Remo 1 x 0 Paysandu - 11 de junho de 1995.
- Remo 2 x 1 Tiradentes - 18 de junho de 1995.

## Premiação
| Campeonato Paraense de 1995  |
| Belém                        |
| ---------------------------- |
| Remo Tricampeão (35º título) |